# 温県
温県（おんけん、拼音: Wēn xiàn）は、中華人民共和国河南省焦作市に位置する県。孔子の弟子子夏や西晋・東晋の皇帝となった司馬氏の出身地である。

## 歴史
温県の古称は温国であり、県内に温泉が位置することより命名された、夏代には存在していたとされる。漢初に温県が設置された。556年（天宝7年）、北斉は温県を廃止したが、596年（開皇16年）に再び温県が設置された。
621年（武徳4年）、唐朝は温県を李城県と改称、625年（武徳8年）、李城県は再び温県に復され清末まで沿襲された。
1945年、温県は温陟県及び温孟県に分割されたが、同年8月に両県が統合され温県が誕生した。1960年10月に沁陽県に編入されたが、1961年8月に再び温県が設置され現在に至る。

## 行政区画
- 街道:温泉街道、岳村街道、張羌街道、黄河街道
- 鎮:祥雲鎮、番田鎮、黄荘鎮、武徳鎮、趙堡鎮
- 郷:招賢郷、北冷郷

## 観光地
- 司馬懿故里
- 陳氏太極拳発源地 陳家溝
- 慈勝寺